# Birgit Clarius
Birgit Clarius (née le 18 mars 1965 à Gießen) est une athlète allemande, spécialiste des épreuves combinées. 

## Biographie

### Palmarès
| Date | Compétition                    | Lieu      | Résultat | Épreuve    | Performance |
| ---- | ------------------------------ | --------- | -------- | ---------- | ----------- |
| 1990 | Championnats d'Europe          | Split     | 7e       | Heptathlon | 6 359 pts   |
| 1991 | Universiade                    | Sheffield | 1re      | Heptathlon | 6 419 pts   |
| 1992 | Championnats d'Europe en salle | Gênes     | 4e       | Pentathlon | 4 628 pts   |
| 1992 | Jeux olympiques                | Barcelone | 7e       | Heptathlon | 6 388 pts   |
| 1993 | Championnats du monde en salle | Toronto   | 3e       | Pentathlon | 4 641 pts   |
| 1993 | Championnats du monde          | Stuttgart | 8e       | Heptathlon | 6 341 pts   |

### Records
| Épreuve    | Performance | Lieu         | Date         |
| ---------- | ----------- | ------------ | ------------ |
| Heptathlon | 6 500 pts   | Vaterstetten | 20 juin 1993 |
| Pentathlon | 4 641 pts   | Toronto      | 12 mars 1993 |